# Lista de seleções participantes na Copa do Mundo FIFA de 1998
A Copa do Mundo FIFA de 1998 foi disputada na França por 32 seleções de futebol.
Foi a primeira edição disputada com o novo formato.
Cada uma das seleções teve o direito de alistar 22 jogadores. Cada jogador envergou o mesmo número na camisa durante todos os jogos do torneio.

## Escalação

### Grupo A
Brasil
 Noruega
 Marrocos
 Escócia

### Grupo B
Itália
 Chile
 Áustria
 Camarões

### Grupo C
França
 Dinamarca
 África do Sul
 Arábia Saudita

### Grupo D
Nigéria
 Paraguai
 Espanha
 Bulgária

### Grupo E
Países Baixos
 México
 Bélgica
 Coreia do Sul

### Grupo F
Alemanha
 Iugoslávia
 Irã
 Estados Unidos

### Grupo G
Romênia
 Inglaterra
 Colômbia
 Tunísia

### Grupo H
Argentina
 Croácia
 Jamaica
 Japão